# Agroecomyrmex duisburgi
Agroecomyrmex duisburgi är en myrart som först beskrevs av Mayr 1868.  Agroecomyrmex duisburgi ingår i släktet Agroecomyrmex och familjen myror. Inga underarter finns listade i Catalogue of Life.